# John Dunbar
John Dunbar is een voormalig Amerikaans triatleet. Hij werd in 1978 en 1979 tweede op de Ironman Hawaï. John was van beroep soldaat (Navy SEALs).

## Belangrijke prestaties

### triatlon
- 1978:  Ironman Hawaï - 12:20.27
- 1979:  Ironman Hawaï - 12:03.56